# كرايغ لانكستر
كرايغ لانكستر (بالإنجليزية: Craig Lancaster)‏ (9 فبراير 1970، ليكوود في الولايات المتحدة)؛ صحفي وروائي أمريكي.